# Palmeira de Faro
Palmeira de Faro era una freguesia portuguesa del municipio de Esposende, distrito de Braga.

## Localización
Estaba situada en la zona interior del término municipal, en la ladera oriental del monte del Faro, del que tomaba el nombre. 

## Historia
Fue suprimida el 28 de enero de 2013, en aplicación de una resolución de la Asamblea de la República portuguesa promulgada el 16 de enero de 2013 al unirse con la freguesia de Curvos, formando la nueva freguesia de Palmeira de Faro e Curvos.